# Рекрутські пісні
Рекрутські пісні (також солдатські пісні) — пісні про важку службу юнаків у російській царській армії й у війську Австро-Угорської імперії.
Наприкінці XVIII ст. в Україні, коли російська влада ліквідувала козацькі війська, було запроваджено рекрутство. Тоді служба у війську була фактично довічною: якщо рекрут не гинув на війні, то повертався додому дуже старим або калікою. У XIX ст. у війську служили 25 років. З 1884 р. рекрутські набори замінили загальновійськовою повинністю, а назву «рекрут» — на «солдат». Термін служби час від часу зменшувався, на початку XX ст. він становив 5 років. Але умови служби майже не змінювались. Щоденна виснажлива муштра, багатогодинні стояння на варті, жорстокі покарання за найменшу провину, погане харчування, холод і бруд у казармах, тяжкі походи, криваві бої, поранення, каліцтва робили солдатське життя нестерпним.
Душевних мук додавали тривога за долю рідних, туга за своїм селом чи містом, працею коло землі, відсутність надії на звільнення — все це відображувала тематика рекрутських і солдатських пісень.